# خوجادوی
خوجادوی (به لاتین: Xocadoy) یک منطقه مسکونی در جمهوری آذربایجان است که در شهرستان لریک واقع شده است. خوجادوی ۸۰ نفر جمعیت دارد.